# Лесная (приток Зельмени)
Лесна́я — сезонный водоток в Сарпинском районе Калмыкии, приток реки Зельмень. Протекает в одноимённой балке Ергенинской возвышенности. В среднем течении реки расположен посёлок Коробкин. Длина реки — 22 км, площадь водосборного бассейна — 165 км².

## Данные водного реестра
По данным государственного водного реестра относится к Западно-Каспийскому бассейновому округу. По данным геоинформационной системы водохозяйственного районирования территории РФ, подготовленной Федеральным агентством водных ресурсов:
- Речной бассейн Реки бассейна Каспийского моря на юг от бас Терека до гр РФ (4)
- Водохозяйственный участок Бессточные территории междуречья Терека, Дона и Волги (1)